# Соловйов Михайло Петрович
Миха́йло Петро́вич Соловйо́в (нар. 1861 — пом. ?) — український педагог, дійсний статський радник.

## Життєпис

### Родина
Народився у сім'ї обер-офіцера 1861 року.

### Освіта
10 березня 1883 року закінчив Санкт-Петербурзький Імператорський університет зі званням кандидата.

### Трудова діяльність
На державній службі та у відомстві Міністерства народної освіти з 10 серпня 1883 року.
У джерелах стосовно державної служби без чину починає згадуватися у 1884—1887 навчальних роках як викладач предмету Математика без чину чоловічої гімназії у місті Златополі.
Працює як викладач предмету Математика у Пензенській другій чоловічій гімназії у 1887—1890 навчальних роках спочатку без чину, у 1890—1891 навчальному році — у чині колезький асесор, у 1891—1893 навчальних роках — у чині надвірний радник, у 1893—1896 навчальних роках — у чині колезький радник.
У Пензенському реальному училищі у чині статський радник (з вислугою з 10 липня 1895 року) працює на посаді виконувача обов'язків інспектора у 1896—1906 навчальних роках та на посаді директора у 1896—1913 навчальних роках, при цьому в нагороду 1 січня 1911 року отримує чин дійсний статський радник.

### Нагороди
- Орден Святого Станіслава 2 ступеня[1].
- Орден Святої Анни 2 ступеня[1].
- Орден Святого Володимира 4 ступеня (1 січня 1908 року)[1].
- Медаль «В пам'ять царювання імператора Олександра III»[1].

## Сім'я
Дружина ? — православна.
Діти:
- Донька ? (нар. 1898).
- Донька ? (нар. 1900).
- Син Іван (нар. 2 червня 1902, Пенза — пом. 3 серпня 1986, Москва) — радянський психолог, професор, доктор педагогічних наук.

## Зазначення
1. 1 2 3 4 5 6 7 8  Список лиц, служащих по ведомству Министерства народного образования на 1910 год. — СПб : Сенатская типография, 1910. — С. 412.(рос. дореф.)
2. ↑  [Архівовано 2016-11-30 у Wayback Machine.] Державний архів Кіровоградської області. Кошторис витрат на службовців Златопільської чоловічої гімназії від 2 жовтня 1885 року. Ф.499 оп.1 спр.403 С. 2](рос. дореф.)
3. ↑  Адрес-Календарь. Общая Роспись начальствующих и прочих должностных лиц в Российской Империи на 1885 год. Часть 1 и 2. Ч. 1 С. 411 [Архівовано 22 жовтня 2016 у Wayback Machine.](рос. дореф.)
4. ↑  Адрес-Календарь. Общая Роспись начальствующих и прочих должностных лиц в Российской Империи на 1886 год. Часть 1 и 2. Ч. 1 С. 408 [Архівовано 22 жовтня 2016 у Wayback Machine.](рос. дореф.)
5. ↑  Адрес-Календарь. Общая Роспись начальствующих и прочих должностных лиц в Российской Империи на 1887 год. Часть 1 и 2. Ч. 1 С. 404 [Архівовано 22 жовтня 2016 у Wayback Machine.](рос. дореф.)
6. ↑  1888. Адрес-Календарь. Общая роспись начальствующих и прочих должностных лиц по всем управлениям в Российской Империи, часть 1 и 2. Ч. 1 С. 430 [Архівовано 22 жовтня 2016 у Wayback Machine.](рос. дореф.)
7. ↑  1889. Адрес-календарь. Общая роспись начальствующих и прочих должностных лиц по всем управлениям в Российской Империи, часть 1 и 2. Ч. 1 С. 424 [Архівовано 22 жовтня 2016 у Wayback Machine.](рос. дореф.)
8. ↑  Адрес-календарь Российской Империи. (часть 1 и 2). Ч. 1 С. 423 [Архівовано 10 квітня 2011 у Wayback Machine.](рос. дореф.)
9. ↑  Адрес-календарь. Общая роспись начальствующих и прочих должностных лиц по всем управлениям в Российской Империи, часть 1 и 2. Ч. 1 С. 420 [Архівовано 22 жовтня 2016 у Wayback Machine.](рос. дореф.)
10. ↑  Адрес-календарь. Общая роспись начальствующих и прочих должностных лиц по всем управлениям в Российской Империи на 1892 год, часть 1 и 2. Ч. 1 С. 410 [Архівовано 22 жовтня 2016 у Wayback Machine.](рос. дореф.)
11. ↑  Адрес-календарь. Общая роспись начальствующих и прочих должностных лиц по всем управлениям в Российской Империи на 1893 год, часть 1 и 2. Ч. 1 С. 544 [Архівовано 22 жовтня 2016 у Wayback Machine.](рос. дореф.)
12. ↑  Адрес-Календарь. Общая Роспись начальствующих и прочих должностных лиц по всем управлениям в Российской Империи на 1894 год. Часть 1 и 2. Ч. 1 С. 548 [Архівовано 22 жовтня 2016 у Wayback Machine.](рос. дореф.)
13. ↑  Адрес-Календарь. Общая Роспись начальствующих и прочих должностных лиц по всем управлениям в Российской Империи на 1895 год. Часть 1 и 2. Ч. 1 С. 565 [Архівовано 2 лютого 2017 у Wayback Machine.](рос. дореф.)
14. ↑  Адрес-Календарь. Общая Роспись начальствующих и прочих должностных лиц по всем управлениям в Российской Империи на 1896 год. Часть 1 и 2. Ч. 1 С. 571 [Архівовано 20 грудня 2016 у Wayback Machine.](рос. дореф.)
15. ↑  Адрес-Календарь. Общая Роспись начальствующих и прочих должностных лиц по всем управлениям в Российской Империи на 1897 год. Часть 1 и 2. Ч. 1 С. 252 [Архівовано 20 грудня 2016 у Wayback Machine.](рос. дореф.)
16. ↑  Адрес-Календарь. Общая Роспись начальствующих и прочих должностных лиц по всем управлениям в Российской Империи на 1898 год. Часть 1 и 2. Ч. 1 С. 257 [Архівовано 26 лютого 2015 у Wayback Machine.](рос. дореф.)
17. ↑  Адрес-Календарь. Общая Роспись начальствующих и прочих должностных лиц во всем управлении Российской Империи. Часть 1 и 2. Ч. 1 С. 261 [Архівовано 7 травня 2017 у Wayback Machine.](рос. дореф.)
18. ↑  Адрес-Календарь. Общая роспись начальствующих и прочих должностных лиц по всем управлениям в Российской Империи на 1900 год, часть 1 и 2. Ч. 1 С. 267 [Архівовано 10 травня 2017 у Wayback Machine.](рос. дореф.)
19. ↑  Адрес-Календарь. Общая роспись начальствующих и прочих должностных лиц по всем управлениям в Российской Империи на 1901 год, часть 1 и 2. Ч. 1 С. 272 [Архівовано 10 квітня 2011 у Wayback Machine.](рос. дореф.)
20. ↑  Адрес-Календарь. Общая роспись начальствующих и прочих должностных лиц по всем управлениям в Российской Империи на 1902 год, часть 1 и 2. Ч. 1 С. 272 [Архівовано 10 травня 2017 у Wayback Machine.](рос. дореф.)
21. ↑  Адрес-Календарь. Общая роспись начальствующих и прочих должностных лиц по всем управлениям в Российской Империи на 1903 год. Часть 1. С. 270. [Архівовано 10 травня 2017 у Wayback Machine.](рос. дореф.)
22. ↑  Адрес-Календарь. Общая роспись начальствующих и прочих должностных лиц по всем управлениям в Российской Империи на 1904 год, часть 1. С. 276. [Архівовано 7 травня 2017 у Wayback Machine.](рос. дореф.)
23. ↑  Адрес-Календарь. Общая роспись начальствующих и прочих должностных лиц по всем управлениям в Российской Империи на 1905 год, часть 1 и 2. Ч. 1 С. 303 [Архівовано 7 травня 2017 у Wayback Machine.](рос. дореф.)
24. ↑  Адрес-Календарь. Общая роспись начальствующих и прочих должностных лиц по всем управлениям в Российской Империи на 1907 год, часть 1. С. 308. [Архівовано 7 травня 2017 у Wayback Machine.](рос. дореф.)
25. ↑  Адрес-Календарь. Общая роспись начальствующих и прочих должностных лиц по всем управлениям в Российской Империи на 1908 год, часть 1 и 2. Ч. 1 С. 322 [Архівовано 5 листопада 2016 у Wayback Machine.](рос. дореф.)
26. ↑  Адрес-Календарь. Общая роспись начальствующих и прочих должностных лиц по всем управлениям в Российской Империи на 1909 год, часть 1 и 2. Ч. 1 С. 354 [Архівовано 5 листопада 2016 у Wayback Machine.](рос. дореф.)
27. ↑  Адрес-Календарь. Общая Роспись начальствующих и прочих должностных лиц по всем управлениям в Российской империи на 1910 год. Часть 1 и 2. Ч. 1 С. 376 [Архівовано 30 жовтня 2016 у Wayback Machine.](рос. дореф.)
28. ↑  Адрес-Календарь. Общая Роспись начальствующих и прочих должностных лиц по всем управлениям в Российской империи на 1911 год. Часть 1 и 2. Ч. 1 С. 400 [Архівовано 2 квітня 2015 у Wayback Machine.](рос. дореф.)
29. ↑  Адрес-Календарь. Общая Роспись начальствующих и прочих должностных лиц по всем управлениям в Российской империи на 1912 год. Часть 1 и 2. Ч. 1 С. 425 [Архівовано 3 листопада 2016 у Wayback Machine.](рос. дореф.)
30. ↑  Адрес-Календарь. Общая Роспись начальствующих и прочих должностных лиц по всем управлениям в Российской империи на 1913 год. Часть 1 и 2. Ч. 1 С. 457 [Архівовано 3 листопада 2016 у Wayback Machine.](рос. дореф.)
31. ↑  Список лиц, служащих по ведомству Министерства народного образования на 1912 год. — СПб : Сенатская типография, 1912. — С. 501.(рос. дореф.)